# Облачные игры
Облачные игры (также облачный гейминг, стриминг игр) — один из типов облачных вычислений, основанных на принципе потокового мультимедиа. Суть облачных игр заключается в переносе вычислительной нагрузки с локального на удалённое устройство, которым может быть сервер или более мощный компьютер. Рендеринг игрового изображения осуществляется на удалённом сервере или устройстве, а его управление производится на локальном устройстве по модели тонкого клиента. Облачные игры позволяют преодолеть технические и финансовые ограничения, с которыми сталкиваются многие пользователи.

## Российские сервисы облачного гейминга (действующие)
DroVa  —  28 января 2018 анонсирован запуск сервиса облачного гейминга DroVa 
VK Play Cloud (ранее My.Games Cloud)  — 16 ноября 2020 MY.GAMES, входит в Mail.ru Group, объявляет о запуске публичного бета-теста нового сервиса облачного гейминга  MY.GAMES Cloud, с 23 августа 2022 вошли в состав VK Play Cloud
МТС Fog Play (beta) — запущен 2 декабря 2022 года

## История
В 2000 году на выставке E3 компания G-cluster продемонстрировала технологию облачных игр, которая использовала Wi-Fi для портативных устройств. В 2005 году компания Crytek, занимающаяся разработкой компьютерных игр, начала исследовать на возможность применения систем облачных игр в рамках проекта Crysis, но в 2007 году работы были приостановлены, так как не была готова необходимая для технологии инфраструктура у операторов связи.
Один из наиболее крупных по масштабу проектов — OnLive — был официально запущен в марте 2010 года, а его облачный игровой сервис фактически стартовал с продажи консоли OnLive. Проект развивался динамично, получил инвестиций на сумму более 50 млн долларов, и на пике развития его аудитория составила 2,5 млн пользователей. Несмотря на это, Onlive не удалось добиться коммерческого успеха. В 2015 году Sony Computer Entertainment выкупила патенты Onlive и закрыла проект. Компаний того периода сталкивались с техническими сложностями реализации, что делало проблематичным предоставление качественного сервиса. В то же время препятствием являлись высокие затраты на создание и поддержку инфраструктуры. Кроме того, на тот период на рынке отсутствовали видеокарты серверного типа, что вынуждало сервисы облачных игр использовать потребительские модели видеокарт.
Бум активности на рынке стриминга игр начался с тренда Sony, которая запустила сервис PlayStation Now. В то же время начался выпуск компанией Nvidia линейки серверных видеокарт Nvidia GRID 2.0 и запуск её сервиса облачных игр Geforce Now. Nvidia GRID — это разработка Nvidia, специально предназначенная для облачных игр. Nvidia GRID включает в себя как рендеринг, так и сжатие потокового видео в одном устройстве, что позволяет значительно сократить время задержки между выполнением команд управления и получением реакции видеопотока локального устройства.
Компания Electronic Arts 22 мая 2018 года приобрела Gamefly — израильский стартап облачных игр. 29 октября 2018 года Electronic Arts анонсировала запуск собственного облачного игрового сервиса Project Atlas.
Летом 2017 года Yahoo! Japan запустил сервис облачных игр Game Plus, который стал доступен на персональных компьютерах и мобильных устройствах. В пакет услуг помимо стриминга включена поддержка игр на HTML5, которые можно запускать из браузера телефона.
Французский стартап Blade SAS Group запустил свой сервис облачных игр Shadow во Франции в ноябре 2017 года. В октябре 2018 года Shadow анонсировал, что сервис начал работу в 19 штатах США, а также сообщил о планируемом расширении по всей стране. В конце 2018 года была объявлено об инвестициях в проект со стороны американского оператора Charter Communications.
Европейский стартап LOUDPLAY 18 мая 2018 года LOUDPLAY объявил о расширении своего сервиса облачных игр на Россию, Украину, Белоруссию и другие страны восточной Европы. 21 ноября 2018 года LOUDPLAY в партнерстве с российским оператором связи Ростелеком и Huawei продемонстрировал первую в Европе работу облачных игр в сети передачи данных 5G в пилотной зоне, расположенной в городе Иннополис.
В 2018 году российский стартап сервис облачного гейминга DROVA получил грант на 4 миллиона рублей, заняв первое место в «Битве стартапов» на InnoWeek 2018, на платформе DROVA проводилось несколько турниров, в которых участвовали профессиональные киберспортсмены.
В июне 2018 года DELL анонсировал сотрудничество с сервисом облачного гейминга DROVA  .
1 октября 2018 года компания Google анонсировала запуск бета-версии своего собственного сервиса облачных игр Project Stream, который, по словам руководства компании, получил «очень положительные отзывы» от пользователей. Позднее сервис был переименован в Stadia.
Компания Microsoft представила свой проект облачных игр Project xCloud 8 октября 2018 года.
В начале 2019 года Amazon официально анонсировала работу над своим проектом в сфере облачного стриминга игр и о его плановом запуске в 2020 году. В этом же месяце крупнейший телекоммуникационный оператор США Verizon объявил о разработке собственного облачного игрового проекта.
В феврале 2019 года облачный игровой сервис PowerCloudGame открыл свой проект на территории Российской Федерации, большинства Евросоюза и часть стран СНГ.
В 2019 году Tele2 запустила облачные игры в пилотной сети 5G в флагманском салоне на Тверской улице. Оператор показал разницу в качестве облачных игр при подключении к сетям 4G и 5G, для демонстрации была выбрана операционно требовательная игра на облачной платформе. Во время испытаний технологии компания достигла скорости выше 1 Гбит/c с задержкой до 5 мс.
В марте 2021 представители компании Huawei официально заявили о стратегическом партнерстве с платформой облачного гейминга Boosteroid. Сотрудничество компаний было закреплено в сентябре 2020 года подписанием соответствующего соглашения.
В январе 2023 представлен новый российский стартап облачного гейминга Open-vision (Cloud-Play). Запущен 25 марта 2024 года. Сервис прекратил работу по состоянию на октябрь 2024.

## Варианты монетизации
- Ежемесячная подписка: Такая модель монетизации невыгодна облачным сервисам, так как постоянные активные пользователи создают высокую нагрузку на серверы, которую не покрывает подписка.
- Повременная оплата: В отличие от ежемесячной подписки, такая модель монетизации позволяет окупить серверы. Она также выгодна клиентам, которые играют нечасто.
- Облачный гейминг как часть платной экосистемы: Для использования облачного сервиса клиенту нужно оплатить подписку на целую экосистему[29].

## Перспективы
Облачные игры представляют собой перспективный сегмент рынка для тех, кто умеет извлекать сервисные доходы в сферах с высоким уровнем капитальных расходов. В первую очередь это телекоммуникационные компании и дата-центры. Тем более что рентабельность услуг может достигать 40-50 %, что существенно превосходит прибыльность многих классических услуг дата-центров.
Технологический прорыв может произойти с приходом на рынок коммерческих сетей 5G. По оценкам Intel и Ovum, интерактивный стриминг станет основной точкой монетизации в 5G для B2C клиентов. Потенциально к 2028 году выручка рынка облачных игр может составить 100 млрд долларов. В то же время, рынок облачной дополненной и виртуальной реальности имеет суммарный потенциал в 140 млрд долларов в 2021—2028 годах.
Предполагается, что операторы связи понесут основную инвестиционную нагрузку при развитии сетей 5G и им необходимо рассматривать эффективные модели партнерств с ведущими технологическими платформами облачных игр. Подобные союзы смогут успешно выйти за пределы игр и виртуальной реальности в другие ниши, представляющие доставку интерактивного контента с минимальной задержкой. Например, такими нишами могут стать профессиональная удаленная медицинская диагностика, интерактивные развлекательные системы для автомобилей и другие[значимость факта?].
PricewaterhouseCoopers отмечает, что развитие облачного гейминга и перенос вычислительной части на сторону сервера положительно скажется на индустрии — поможет уменьшить уровень пиратства и использование читерства в видеоиграх; позволит создавать значительно более масштабные миры.
Возможно, что в ближайшие 5-10 лет мы сможем наблюдать расцвет облачного гейминга, который будет стоить относительно недорого, как игровая сессия, но при этом будет выдавать отличное качество графики и низкий пинг